# Ordan-Larroque
Ordan-Larroque é uma comuna francesa na região administrativa de Occitânia, no departamento de Gers. Estende-se por uma área de 42,64 quilômetros quadrados. Em 2010 a comuna tinha 930 habitantes (densidade: 21,8 hab./km²).